# La strega di York
La strega di York (The Road to Yesterday) è un film muto del 1925 diretto da Cecil B. DeMille.
La sceneggiatura di Jeanie Macpherson e di Beulah Marie Dix adattò per lo schermo il famoso The Road to Yesterday, lavoro teatrale firmato dalla stessa Dix in collaborazione con Evelyn Greenleaf Sutherland, che aveva debuttato a Broadway il 31 dicembre 1906, replicato fino all'agosto 1907.

## Trama
In luna di miele in un hotel sul Grand Canyon, Kenneth e Malena Paulton attraversano la loro prima crisi di novelli sposi, con Malena, che pur mostrandosi innamorata, non sopporta le carezze del marito. Ken finisce per attribuire le sue ripulse al suo braccio infermo, supportato da una fascia a tracolla, e va a chiedere consiglio a Jack Moreland, un giovane pastore che sta trascorrendo l'estate lì vicino, in un campo estivo per ragazzi. La risposta di Jack è quella di rivolgersi alla preghiera. Nello stesso albergo di Ken e Malena, si trovano ospiti anche Bess Tyrell e sua zia Rady, una fervida credente dell'occulto e della reincarnazione. Bess si innamora di Jack ma, quando scopre che è un religioso, lo respinge. Intanto uno specialista, dopo avere esaminato il braccio di Ken, dichiara che deve essere operato immediatamente. I rapporti tra Ken e Jack si incrinano e il primo denuncia il secondo come ciarlatano.

Di ritorno verso San Francisco, tutti e quattro i giovani si ritrovano sullo stesso treno che viene coinvolto in un incidente. Malena è intrappolata e Bess, in delirio, si sente trasportata nell'Inghilterra del Seicento dove vengono rievocate le loro vite passate: Ken è un cavaliere, Malena una zingara e Jack il suo vecchio amante.

Risvegliatasi dal suo sogno, la ragazza si ritrova tra le braccia di Jack, mentre Ken salva Malena che ora ha perso ogni paura di lui.

## Produzione
La lavorazione del film, prodotto da Cecil B. DeMille per la sua compagnia, la DeMille Pictures Corporation, durò dal 15 giugno a metà settembre 1925. Alcune scene vennero girate al Grand Canyon, in Colorado.

## Distribuzione
Il copyright del film, richiesto dalla Cinema Corp. of America, fu registrato il 26 ottobre 1925 con il numero LP21944.

Il film viene ricordato per essere stato il primo diretto personalmente dal regista per la Producers Distributing Corp. che lo fece uscire nelle sale cinematografiche statunitensi il 15 novembre 1925 e, nel 1926, nel Regno Unito. In Danimarca, fu distribuito il 13 ottobre 1926 con il titolo Hvad i Kødet er baaret. Nel 1927, il film uscì anche in Giappone (maggio), Finlandia (20 maggio), Portogallo (22 dicembre) e Italia. In Francia, prese il titolo L'Empreinte du passé,  in Polonia quello di Droga do jutra, in Spagna di La huella del pasado, in Brasile di Amor Eterno.
Nel 2007, la Passport Video DVD ha curato l'edizione di un cofanetto dedicato a Cecil B. DeMille uscito in giugno con incluso anche La strega di York in una versione di 105 minuti.
Il 21 dicembre 2007, la Sunrise Silents ha distribuito il film in DVD in una versione in 127 minuti in NTSC o PAL

### Censura
Per la versione distribuita in Italia, la censura dell'epoca impose che nell'ultimo atto venissero abbreviate di molto le scene brutali di violenza. Dalla rappresentazione di questa pellicola vennero esclusi i minori degli anni 15, ai sensi dell'art. 22 della legge 10 dicembre 1925, n. 2277.

### Conservazione
Una copia del film in 35 mm è conservata negli archivi dell'International Museum of Photography and Film at George Eastman House; copie in 8 e 16 mm, presso delle collezioni private, nell'UCLA Film And Television Archive di Los Angeles e nell'Academy Film Archive di Beverly Hills.